# Peter-Huchel-Preis
Der Peter-Huchel-Preis ist ein Literaturpreis für deutschsprachige Lyrik, der seit 1984 jährlich vom SWF, von 1999 an vom SWR gemeinsam mit dem Bundesland Baden-Württemberg verliehen wird. Ausgezeichnet werden in Erinnerung an Peter Huchel (1903–1981) herausragende Einzeltitel, die zur Entwicklung der Lyrik im deutschen Sprachraum beitragen. Die Auszeichnung ist mit 15.000 Euro Preisgeld dotiert (bis einschließlich 2022 waren es 10.000 Euro) und wird jährlich in der Regel am 3. April, Huchels Geburtstag, in dessen letztem Wohnort Staufen im Breisgau verliehen. Der Peter-Huchel-Preis gilt als „die wichtigste Auszeichnung für deutschsprachige Dichtkunst“.

## Preisträger
- 1984: Manfred Peter Hein, Gegenzeichnung
- 1985: Guntram Vesper, Die Inseln im Landmeer und neue Gedichte
- 1986: Michael Krüger, Die Dronte
- 1987: Wulf Kirsten, Die Erde bei Meißen
- 1988: Elke Erb, Kastanienallee
- 1989: Luise Schmidt, Die Finsternis die freie Existenz
- 1990: Ernst Jandl, Idyllen
- 1991: Günter Herburger, Das brennende Haus
- 1992: Ludwig Greve (postum), Sie lacht und andere Gedichte
- 1993: Sarah Kirsch, Erlkönigs Tochter
- 1994: Jürgen Becker, Foxtrott im Erfurter Stadion
- 1995: Durs Grünbein, Falten und Fallen
- 1996: Gregor Laschen, Jammerbugt-Notate
- 1997: Thomas Kling, morsch
- 1998: Brigitte Oleschinski, Your Passport is Not Guilty
- 1999: Raoul Schrott, Tropen. Über das Erhabene
- 2000: Adolf Endler, Der Pudding der Apokalypse
- 2001: Oskar Pastior, Villanella & Pantum
- 2002: Wolfgang Hilbig, Bilder vom Erzählen
- 2003: Rolf Haufs, Ebene der Fluß
- 2004: Hans Thill, Kühle Religionen
- 2005: Nicolas Born (postum), Gedichte
- 2006: Uljana Wolf, kochanie ich habe brot gekauft
- 2007: Oswald Egger, Tag und Nacht sind zwei Jahre
- 2008: Ulf Stolterfoht, holzrauch über heslach
- 2009: Gerhard Falkner, Hölderlin Reparatur
- 2010: Friederike Mayröcker, dieses Jäckchen (nämlich) des Vogel Greif
- 2011: Marion Poschmann, Geistersehen
- 2012: Nora Bossong, Sommer vor den Mauern
- 2013: Monika Rinck, Honigprotokolle [3]
- 2014: Steffen Popp, Dickicht mit Reden und Augen
- 2015: Paulus Böhmer, Zum Wasser will alles Wasser will weg
- 2016: Barbara Köhler, Istanbul, zusehends
- 2017: Orsolya Kalász, Das Eine [4]
- 2018: Farhad Showghi, Wolkenflug spielt Zerreißprobe [5]
- 2019: Thilo Krause, Was wir reden, wenn es gewittert[6][7]
- 2020: Henning Ziebritzki, Vogelwerk (Preisverleihung im Jahr 2021[8])
- 2021: Marcel Beyer, Dämonenräumdienst[9]
- 2022: Dinçer Güçyeter, Mein Prinz, ich bin das Ghetto[10]
- 2023: Judith Zander, im ländchen sommer im winter zur see[11]
- 2024: Anja Utler, Es beginnt. Trauerrefrain[12]
- 2025: Olga Martynova: Such nach dem Namen des Windes[13]